# Кібелєв Євген Борисович
Кібелєв Євген Борисович (нар. 15 жовтня 1987, Миколаїв) — український музикант, колишній барабанщик українського рок-гурту СКАЙ, Makhno Project, з жовтня 2019 — барабанщик гурту Hardkiss.